# Festival de la Canción de Eurovisión Junior 2014
El XII Festival de la Canción de Eurovisión Junior se celebró el 15 de noviembre de 2014 en la isla mediterránea de Malta. Es la primera vez que este país acogió el concurso y, tras la victoria de Gaia Gauchi con su canción "The Start" en la edición anterior, es la tercera vez en la historia del festival que el evento fue organizado por el país ganador del año anterior (los otros fueron Armenia en 2011 y Ucrania en 2013).

Cabe destacar que para esta edición no se designará una ciudad sede. En lugar de ello, se ha decidido que el anfitrión sea la totalidad de la isla de Malta.
El 9 de mayo de 2014, la UER, en una rueda de prensa dentro del Festival de la Canción de Eurovisión 2014, desveló el logo y el lema elegido para 2014: #Together (en español, #Juntos).
Para esta edición, hay tres países debutantes: Eslovenia, Italia y Montenegro; cuatro retornos: Bulgaria, Chipre, Croacia y Serbia; y tres retiradas: Azerbaiyán, Moldavia y Macedonia (ARY).
Croacia, país que ganó el primer festival y fue uno de los 16 fundadores, regresa tras participar en las cuatro primeras ediciones (de 2003 a 2006) y cerrando un paréntesis de siete años sin participar (de 2007 a 2013). Chipre, otro país fundador, regresa al festival tras una ausencia de cuatro años (de 2010 a 2013). Serbia, país que empezó su participación en 2006, regresa tras una ausencia de tres años (de 2011 a 2013). Bulgaria, país que participó en 2007, 2008 y 2011, regresa tras una ausencia de dos años (2012 y 2013) y su paréntesis en las ediciones de 2009 y 2010.
La final del certamen es considerada la más abierta de todos los años al no haber poseído un claro favorito, aunque en los últimos días, aproximándose la fecha del concurso, Bulgaria era el país considerado por los eurofans como el de mayor posibilidades de ganar, y en menor medida sonaban otros países como Eslovenia, Rusia, Suecia y Países Bajos.
Aun así, Italia se coronó campeón con la canción "Tu primo grande amore" interpretada por Vincenzo Cantiello, obteniendo un total de 159 puntos; siendo la primera vez que un país debutante gana el festival.

## Organización

### Identidad visual
El 9 de mayo de 2014, Anton Attard reveló el logotipo y el lema oficial para esta edición en una rueda de prensa en Copenhague durante la celebración del Festival de la Canción de Eurovisión 2014.  El lema de este año es "#together", mientras que el logotipo está inspirado en la Cruz de la bandera del país anfitrión, la Cruz de Malta. Sus diferentes segmentos de colores simbolizan la belleza de cada una de los rasgos malteses: arena, mar, piedra, hierba, cielo, anochecer y la puesta del sol. Asimismo, los videos que presentarán a los países antes de cada actuación tendrán como temática principal los deportes extremos, y serán filmados en el Complejo SmartCity Malta.
La escenografía fue presentada durante la reunión de los Jefes de Delegación celebrada el 30 de septiembre de 2014. La empresa Gio'Forma fue la encargada de diseñar enl escenario del festival, haciendo alusión al origami e inspirado en el logotipo de este año. Es escenario tendrá una superficie de aproximadamente 30.000 m² y estará revisto por pantallas led.

### Países participantes
De los 16 países fundadores, en esta edición participan seis de ellos: Bielorrusia, Chipre, Croacia, Malta, Países Bajos y Suecia.
Irlanda mostró interés en participar, pero finalmente, confirmó que no participarían en el certamen, debido por falta de financiación.
Situación parecida ocurrió con Eslovaquia, Islandia y Hungría, confirmando posteriormente que no debutarían este año, dejando la puerta abierta a hacerlo en 2015.
Mientras que si bien Grecia y Portugal confirmaron en un primer momento su retorno al festival, luego anunciaron que no participarían por razones financieras.
El primer país en confirmar su participación en la presente edición fue Ucrania, que aprovechó los preparativos de la edición de 2013 para informar de que escogerán a dos finalistas para su preselección de 2014 con el nuevo formato televisivo de la NTU: "Music Academy of Eurovision". Posteriormente países como Armenia, Bielorrusia, Georgia, Países Bajos, Rusia, San Marino y Suecia comunicaron su participación continua en el certamen. 
El 25 de junio la UER a través de la cuenta oficial de Twitter del Festival informó que se habían iniciado negociaciones con algunos países del Big Five. De esta manera, un mes después Italia anunció oficialmente su debut en el certamen infantil. Mientras tanto, países como Reino Unido, Francia, España y Alemania descartaron una probable participación, alegando este último poco interés del mercado germánico. 
De igual manera se iniciaron negociaciones con Austria, Albania, Bélgica, Dinamarca, Finlandia, Israel, Letonia, Lituania, Noruega, Polonia, República Checa y Suiza, sin embargo no tuvieron éxito.
Por otro lado, cabe destacar el retorno de Bulgaria, Chipre, Croacia y Serbia después de dos, cuatro, siete y tres años de ausencia respectivamente; y el debut de Montenegro y Eslovenia.

### Canciones y selección
Según las reglas del festival, cada participante en el certamen, deberá cantar en uno de los idiomas oficiales del país al que represente. Además, los participantes deberán tener edades comprendidas entre los 10 y los 15 años.
| País y TV             | Título original de la canción                | Artista                        | Proceso y fecha de selección                                                            |
| País y TV             | Traducción al español                        | Idiomas                        | Proceso y fecha de selección                                                            |
| --------------------- | -------------------------------------------- | ------------------------------ | --------------------------------------------------------------------------------------- |
| Armenia AMPTV         | "People of the sun"                          | Betty                          | Final Nacional, 14-09-2014                                                              |
| Armenia AMPTV         | Gente del sol                                | Armenio e Inglés               | Final Nacional, 14-09-2014                                                              |
| Bielorrusia BTRC      | "Sokol (Falcon)"                             | Nadezhda Misyakova             | Final nacional, 29-08-2014                                                              |
| Bielorrusia BTRC      | Halcón                                       | Bielorruso                     | Final nacional, 29-08-2014                                                              |
| Bulgaria BNT          | Planet of the children                       | Krisia, Hasan & Ibrahim        | Presentación canción, 09-10-2014 (cantante elegido internamente, 25-07-2014)            |
| Bulgaria BNT          | Planeta de los niños                         | Búlgaro                        | Presentación canción, 09-10-2014 (cantante elegido internamente, 25-07-2014)            |
| Chipre CyBC           | "I pio omorfi mera - The most beautiful day" | Sophia Patsalides              | Presentación canción, 23-09-2014 (cantante elegido internamente, 21-07-2014)            |
| Chipre CyBC           | El día más hermoso                           | Griego e Inglés                | Presentación canción, 23-09-2014 (cantante elegido internamente, 21-07-2014)            |
| Croacia HRT           | "Game over"                                  | Josie                          | Presentación canción, 15-10-2014 (cantante elegido internamente, 2-10-2014)             |
| Croacia HRT           | Juego terminado                              | Croata e Inglés                | Presentación canción, 15-10-2014 (cantante elegido internamente, 2-10-2014)             |
| Eslovenia RTVSLO      | "Nisi sam (Your light)"                      | Ula Ložar                      | Presentación canción, 06-10-2014 (cantante elegido internamente, 16-09-2014)            |
| Eslovenia RTVSLO      | No estás sola (Tú luz)                       | Esloveno e Inglés              | Presentación canción, 06-10-2014 (cantante elegido internamente, 16-09-2014)            |
| Georgia GPB           | "Happy Day"                                  | Lizi Japaridze - (Lizi Pop)    | Presentación canción, 29-09-2014 (cantante elegido internamente, 16-08-2014)            |
| Georgia GPB           | Día feliz                                    | georgiano e Inglés             | Presentación canción, 29-09-2014 (cantante elegido internamente, 16-08-2014)            |
| Italia RAI            | "Tu Primo Grande Amore"                      | Vincenzo Cantiello             | Presentación canción, 03-10-2014 (cantante elegido internamente, 04-09-2014)            |
| Italia RAI            | Tú primer gran amor                          | Italiano e Inglés              | Presentación canción, 03-10-2014 (cantante elegido internamente, 04-09-2014)            |
| Malta PBS             | "Diamonds"                                   | Federica Falzon                | Presentación canción, 17-10-2014 (cantante elegido internamente, 20-04-2014)            |
| Malta PBS             | Diamantes                                    | Inglés                         | Presentación canción, 17-10-2014 (cantante elegido internamente, 20-04-2014)            |
| Montenegro RTCG       | "Budi dijete na jedan dan"                   | Maša Vujadinović & Lejla Vulić | Presentación canción, 01-10-2014 (cantante y canción elegidos internamente, 21-08-2014) |
| Montenegro RTCG       | Sé una niña por un día                       | Montenegrino e Inglés          | Presentación canción, 01-10-2014 (cantante y canción elegidos internamente, 21-08-2014) |
| Países Bajos AVROTROS | "Around"                                     | Julia                          | Junior Songfestival 2014, 27-09-2014                                                    |
| Países Bajos AVROTROS | Alrededor                                    | Neerlandés e inglés            | Junior Songfestival 2014, 27-09-2014                                                    |
| Rusia RTR             | "Dreamer"                                    | Alisa Kozhikina                | Presentación canción, 28-09-2014 (cantante y canción elegidos internamente, 22-09-2014) |
| Rusia RTR             | Soñadora                                     | Ruso e Inglés                  | Presentación canción, 28-09-2014 (cantante y canción elegidos internamente, 22-09-2014) |
| San Marino SMRTV      | "Breaking my heart"                          | The Peppermints                | Presentación canción, 29-09-2014 (cantante elegido internamente 26-09-2014)             |
| San Marino SMRTV      | Rompiendo mi corazón                         | Italiano e Inglés              | Presentación canción, 29-09-2014 (cantante elegido internamente 26-09-2014)             |
| Serbia RTS            | "Svet u mojim očima / World in my eyes"      | Emilija Djonin                 | Elección interna, 01-10-2014                                                            |
| Serbia RTS            | El mundo en mis ojos                         | Serbio                         | Elección interna, 01-10-2014                                                            |
| Suecia SVT            | "Du är inte ensam"                           | Julia Kedhammar                | Lilla Melodifestivalen 2014, 06-06-2014                                                 |
| Suecia SVT            | No estás sola                                | Sueco e inglés                 | Lilla Melodifestivalen 2014, 06-06-2014                                                 |
| Ucrania NTU           | "Spring will come"                           | Sympho-Nick                    | Final nacional, 09-08-2014                                                              |
| Ucrania NTU           | Llegará la primavera                         | Ucraniano e Inglés             | Final nacional, 09-08-2014                                                              |

1. ↑  Bulgaria: 
La participación búlgara será financiada por Btv, una nueva emisora privada que colaborará con BNT en cubrir los gastos de producción de la entrada y de la delegación en Malta.[38][39]

### Países Retirados
- Azerbaiyán: A pesar de qué confirmó su participación, decidió retirarse, debido a sus conflictos políticos con Armenia.
- Macedonia: Decidió retirarse, debido a su mal resultado en la edición anterior.
- Moldavia: A pesar de qué confirmó su participación y de haber elegido ya a su representante, decidió retirarse, debido a los problemas financieros.

## Festival

### Orden de actuación
Durante la reunión de los jefes de delegación celebrada el 30 de septiembre de 2014 en Malta, se decidió cambiar la forma de decidir el orden de actuación de los países participantes, dejando atrás el azar para utilizar el actual sistema utilizado en la versión adulta del festival. De este modo, los productores del canal anfitrión decidirán el orden de salida dejando sólo al azar la mitad en la que actuarán, la posición del país anfitrión, del primero y último en actuar.
El sorteo tuvo lugar durante la ceremonia de apertura celebrado el 9 de noviembre de 2014 en el Palacio Verdala. 
Aunque en un principio de la votación, Armenia comenzó recibiendo la mayor cantidad de puntos colocándose primera con Italia siguiéndole cerca. A mitad de población 
El orden de actuación final es el siguiente:.
| N.º | País         | Artista(s)              | Canción                  | Lugar | Puntos |
| --- | ------------ | ----------------------- | ------------------------ | ----- | ------ |
| 01  | Bielorrusia  | Nadezhda Misyakova      | Sokal                    | 7     | 71     |
| 02  | Bulgaria     | Krisia, Hasan & Ibrahim | Planet Of The Children   | 2     | 147    |
| 03  | San Marino   | The Peppermints         | Breaking My Heart        | 15    | 21     |
| 04  | Croacia      | Josie                   | Game Over                | 16    | 13     |
| 05  | Chipre       | Sophia Patsalides       | I Pio Omorfi Mera        | 9     | 69     |
| 06  | Georgia      | Lizi Pop                | Happy Day                | 11    | 54     |
| 07  | Suecia       | Julia Kedhammar         | Du är inte ensam         | 13    | 28     |
| 08  | Ucrania      | Sympho-Nick             | Spring will come         | 6     | 74     |
| 09  | Eslovenia    | Ula Ložar               | Nisi Sam (Your Light)    | 12    | 29     |
| 10  | Montenegro   | Maša & Lejla            | Budi dijete na jedan dan | 14    | 24     |
| 11  | Italia       | Vincenzo Cantiello      | Tu Primo Grande Amore    | 1     | 159    |
| 12  | Armenia      | Betty                   | People of The Sun        | 3     | 146    |
| 13  | Rusia        | Alisa Kozhikina         | Dreamer                  | 5     | 96     |
| 14  | Serbia       | Emilija Djonin          | Svet U Mojim Očima       | 10    | 61     |
| 15  | Malta        | Federica Falzon         | Diamonds                 | 4     | 116    |
| 16  | Países Bajos | Julia                   | Around                   | 8     | 70     |

### Votaciones
Como tradicionalmente, se darán a conocer los puntos que otorga cada país, que van desde el 1-7, 8, 10 y 12, como resultado de la votación del público y un jurado nacional. Además, y también como consecuencia del aumento de participantes, los puntos del 1-7 se otorgarán de forma automática y los puntos 8, 10 y 12 los dará el portavoz de cada país, como se viene haciendo en el festival adulto.
El 30 de octubre de 2014, la UER anunció que un nuevo sistema de votación en línea se introducirá para el concurso de 2014 a fin de que todos los países del mundo puedan votar por su canción favorita. No obstante, estos votos no serían contabilizados para el resultado final, pero el país que llegue a recibir más votos será presentado como el ganador del trofeo "Online Voting Winner", esto durante la conferencia de prensa del país ganador del festival. Y con el fin de evitar cualquier tipo de fraude electoral, los resultados en línea solo se publicarán a través de la página web de Eurovisión Junior, justo después que el espectáculo haya concluido. Sin embargo hubo un colapso en la página web del festival donde se realizaría la votación en cuestión, por lo que nadie obtuvo este privilegio.

### Tabla de puntuaciones
|  | El 50% de la votación realizada por un jurado y el otro 50% por el televoto. |

|  | El 100% de la votación realizada únicamente por un jurado. |

|               |                                                                       | Votantes               |                     |                       |                    |                   |                    |                   |                    |                      |                       |                   |                    |                  |                   |                  |                             |    |    |
| Total         | Jurado Infantil                                                       | Bandera de Bielorrusia | Bandera de Bulgaria | Bandera de San Marino | Bandera de Croacia | Bandera de Chipre | Bandera de Georgia | Bandera de Suecia | Bandera de Ucrania | Bandera de Eslovenia | Bandera de Montenegro | Bandera de Italia | Bandera de Armenia | Bandera de Rusia | Bandera de Serbia | Bandera de Malta | Bandera de los Países Bajos |    |    |
| Participantes | Bielorrusia                                                           | 71                     | 8                   |                       | 1                  | 3                 | 2                  | 1                 | 6                  | 5                    | 6                     | 2                 |                    | 1                | 3                 | 8                |                             | 6  | 7  |
| Participantes | Bulgaria                                                              | 147                    | 4                   | 7                     |                    |                   | 12                 | 12                | 8                  | 10                   | 8                     | 10                | 8                  | 10               | 7                 | 7                | 12                          | 8  | 12 |
| Participantes | San Marino                                                            | 21                     |                     |                       |                    |                   |                    |                   |                    |                      |                       |                   |                    | 8                |                   |                  |                             | 1  |    |
| Participantes | Croacia                                                               | 13                     |                     |                       |                    | 1                 |                    |                   |                    |                      |                       |                   |                    |                  |                   |                  |                             |    |    |
| Participantes | Chipre                                                                | 69                     | 6                   | 3                     | 8                  | 8                 |                    |                   | 4                  | 6                    |                       | 4                 | 4                  | 5                |                   | 3                |                             |    | 6  |
| Participantes | Georgia                                                               | 54                     | 1                   | 4                     | 2                  | 2                 | 1                  | 3                 |                    |                      | 2                     |                   |                    |                  | 12                | 5                | 1                           | 7  | 2  |
| Participantes | Suecia                                                                | 28                     |                     |                       |                    |                   |                    | 2                 | 1                  |                      | 3                     |                   |                    | 4                | 1                 |                  |                             |    | 5  |
| Participantes | Ucrania                                                               | 74                     |                     | 6                     | 4                  |                   | 7                  | 4                 | 7                  |                      |                       | 1                 | 10                 | 3                | 4                 | 4                | 5                           | 4  | 3  |
| Participantes | Eslovenia                                                             | 29                     |                     | 1                     |                    |                   | 3                  |                   |                    | 2                    |                       |                   | 3                  |                  | 2                 |                  | 2                           |    | 4  |
| Participantes | Montenegro                                                            | 24                     |                     |                       |                    |                   |                    |                   |                    |                      |                       | 3                 |                    |                  |                   |                  | 4                           | 5  |    |
| Participantes | Italia                                                                | 159                    | 12                  | 2                     | 10                 | 12                | 10                 | 10                | 10                 | 7                    | 10                    | 12                | 12                 |                  | 8                 | 6                | 8                           | 10 | 8  |
| Participantes | Armenia                                                               | 146                    | 7                   | 12                    | 12                 | 7                 | 6                  | 6                 | 12                 | 8                    | 12                    | 8                 | 2                  | 2                |                   | 12               | 6                           | 12 | 10 |
| Participantes | Rusia                                                                 | 96                     | 5                   | 10                    | 7                  | 5                 | 5                  | 8                 | 3                  | 1                    | 5                     | 7                 | 5                  |                  | 10                |                  | 10                          | 3  |    |
| Participantes | Serbia                                                                | 61                     | 3                   |                       | 6                  | 6                 | 8                  |                   |                    | 3                    | 4                     | 5                 | 7                  | 6                |                   | 1                |                             |    |    |
| Participantes | Malta                                                                 | 116                    | 10                  | 8                     | 5                  | 10                |                    | 7                 | 5                  | 4                    | 7                     | 6                 | 6                  | 12               | 6                 | 10               | 7                           |    | 1  |
| Participantes | Países Bajos                                                          | 70                     | 2                   | 5                     | 3                  | 4                 | 4                  | 5                 | 2                  | 12                   | 1                     |                   | 1                  | 7                | 5                 | 2                | 3                           | 2  |    |
| Participantes | Todos los participantes reciben 12 puntos al inicio de las votaciones |                        |                     |                       |                    |                   |                    |                   |                    |                      |                       |                   |                    |                  |                   |                  |                             |    |    |

#### Máximas puntuaciones
| N.º | A            | De                                                    |
| --- | ------------ | ----------------------------------------------------- |
| 6   | Armenia      | Bielorrusia, Bulgaria, Georgia, Ucrania, Rusia, Malta |
| 4   | Bulgaria     | Croacia, Chipre, Serbia, Países Bajos                 |
| 4   | Italia       | Jurado Infantil, San Marino, Eslovenia, Montenegro    |
| 1   | Georgia      | Armenia                                               |
| 1   | Malta        | Italia                                                |
| 1   | Países Bajos | Suecia                                                |

#### Portavoces
Estos son los portavoces de los países que participarán en el certamen:
| - Armenia - Monica Avanesyan (Representante de Armenia en la edición anterior) - Bielorrusia - Katerina Taperkina - Bulgaria - Ina Angelova - Chipre - Paris Nicolaou (Hermano de Nicole Nicolaou) - Croacia - Sarah - Eslovenia - Gal Fajon - Georgia - Mariam Khunjgurua - Italia - Geordie Schembri | - Malta - Julian Pulis - Montenegro - Aleksandra - Países Bajos - Mylène & Rosanne (Representantes de Países Bajos en la edición anterior) - Rusia - Mariya Kareeva - San Marino - Clara - Serbia - Tamara Vasović - Suecia - Elias Elffors Elfström (Representante de Suecia en la edición anterior) - Ucrania - Sofía Tarasova (Representante de Ucrania en la edición anterior) |  |

### Desglose del televoto y jurado
El 27 de diciembre de 2014, la Unión Europea de Radiodifusión publicó los resultados oficiales de la votación tanto del público como del jurado:
| Pos. | Jurado       | Puntos |
| ---- | ------------ | ------ |
| 1    | Italia       | 143    |
| 2    | Armenia      | 114    |
| 3    | Malta        | 113    |
| 4    | Bulgaria     | 86     |
| 5    | Chipre       | 73     |
| 6    | Rusia        | 72     |
| 7    | Serbia       | 65     |
| 8    | Bielorrusia  | 62     |
| 9    | Georgia      | 44     |
| 10   | Países Bajos | 44     |
| 11   | Suecia       | 39     |
| 12   | Ucrania      | 24     |
| 13   | Montenegro   | 21     |
| 14   | Eslovenia    | 14     |
| 15   | San Marino   | 11     |
| 16   | Croacia      | 3      |

| Pos. | Televoto     | Puntos |
| ---- | ------------ | ------ |
| 1    | Bulgaria     | 133    |
| 2    | Armenia      | 109    |
| 3    | Ucrania      | 99     |
| 4    | Rusia        | 78     |
| 5    | Italia       | 76     |
| 6    | Países Bajos | 65     |
| 7    | Bielorrusia  | 53     |
| 8    | Malta        | 48     |
| 9    | Eslovenia    | 39     |
| 10   | Georgia      | 38     |
| 11   | Chipre       | 30     |
| 12   | Serbia       | 23     |
| 13   | San Marino   | 11     |
| 14   | Montenegro   | 7      |
| 15   | Suecia       | 3      |
| 16   | Croacia      | 0      |

#### Tabla de puntuaciones del jurado
| ......Participante..... | Pts. | Bandera de Bielorrusia | Bandera de Bulgaria | Bandera de San Marino | Bandera de Croacia | Bandera de Chipre | Bandera de Georgia | Bandera de Suecia | Bandera de Ucrania | Bandera de Eslovenia | Bandera de Montenegro | Bandera de Italia | Bandera de Armenia | Bandera de Rusia | Bandera de Serbia | Bandera de Malta | Bandera de los Países Bajos |
| ----------------------- | ---- | ---------------------- | ------------------- | --------------------- | ------------------ | ----------------- | ------------------ | ----------------- | ------------------ | -------------------- | --------------------- | ----------------- | ------------------ | ---------------- | ----------------- | ---------------- | --------------------------- |
| Bielorrusia             | 62   |                        | 1                   | 3                     | 5                  | 0                 | 8                  | 2                 | 6                  | 2                    | 3                     | 1                 | 5                  | 7                | 3                 | 8                | 8                           |
| Bulgaria                | 86   | 6                      |                     | 0                     | 8                  | 7                 | 6                  | 6                 | 5                  | 10                   | 8                     | 0                 | 6                  | 4                | 7                 | 3                | 10                          |
| San Marino              | 11   | 0                      | 0                   |                       | 0                  | 2                 | 0                  | 0                 | 0                  | 0                    | 0                     | 2                 | 0                  | 0                | 0                 | 7                | 0                           |
| Croacia                 | 3    | 0                      | 0                   | 1                     |                    | 0                 | 0                  | 0                 | 0                  | 0                    | 0                     | 0                 | 0                  | 2                | 0                 | 0                | 0                           |
| Chipre                  | 73   | 7                      | 7                   | 8                     | 4                  |                   | 5                  | 10                | 1                  | 4                    | 7                     | 8                 | 0                  | 5                | 0                 | 2                | 5                           |
| Georgia                 | 44   | 5                      | 0                   | 2                     | 1                  | 4                 |                    | 1                 | 0                  | 0                    | 0                     | 0                 | 12                 | 6                | 4                 | 5                | 4                           |
| Suecia                  | 39   | 0                      | 2                   | 0                     | 3                  | 6                 | 3                  |                   | 7                  | 0                    | 0                     | 10                | 2                  | 0                | 0                 | 0                | 6                           |
| Ucrania                 | 24   | 2                      | 0                   | 0                     | 0                  | 0                 | 7                  | 3                 |                    | 1                    | 4                     | 0                 | 3                  | 1                | 1                 | 0                | 2                           |
| Eslovenia               | 14   | 0                      | 5                   | 0                     | 0                  | 0                 | 0                  | 0                 | 0                  |                      | 1                     | 5                 | 0                  | 0                | 2                 | 1                | 0                           |
| Montenegro              | 21   | 0                      | 0                   | 0                     | 0                  | 0                 | 0                  | 0                 | 2                  | 3                    |                       | 0                 | 1                  | 0                | 5                 | 10               | 0                           |
| Italia                  | 143  | 4                      | 10                  | 12                    | 12                 | 12                | 12                 | 8                 | 12                 | 12                   | 10                    |                   | 8                  | 8                | 10                | 6                | 7                           |
| Armenia                 | 114  | 12                     | 8                   | 7                     | 7                  | 5                 | 10                 | 7                 | 4                  | 8                    | 2                     | 4                 |                    | 10               | 6                 | 12               | 12                          |
| Rusia                   | 72   | 8                      | 3                   | 5                     | 10                 | 8                 | 0                  | 0                 | 3                  | 7                    | 6                     | 3                 | 4                  |                  | 8                 | 4                | 3                           |
| Serbia                  | 65   | 1                      | 12                  | 6                     | 6                  | 1                 | 1                  | 5                 | 8                  | 5                    | 5                     | 12                | 0                  | 3                |                   | 0                | 0                           |
| Malta                   | 113  | 10                     | 6                   | 10                    | 0                  | 10                | 4                  | 4                 | 10                 | 6                    | 12                    | 6                 | 10                 | 12               | 12                |                  | 1                           |
| Países Bajos            | 44   | 3                      | 4                   | 4                     | 2                  | 3                 | 2                  | 12                | 0                  | 0                    | 0                     | 7                 | 7                  | 0                | 0                 | 0                |                             |

#### Máximas Puntuaciones
| N.º | A            | De                                                       |
| --- | ------------ | -------------------------------------------------------- |
| 6   | Italia       | Chipre, Croacia, Eslovenia, Georgia, San Marino, Ucrania |
| 3   | Armenia      | Bielorrusia, Malta, Países Bajos                         |
| 3   | Malta        | Montenegro, Rusia, Serbia                                |
| 2   | Serbia       | Bulgaria, Italia                                         |
| 1   | Georgia      | Armenia                                                  |
| 1   | Países Bajos | Suecia                                                   |

#### Tabla de puntuaciones del televoto
| ......Participante..... | Pts. | Bandera de Bielorrusia | Bandera de Bulgaria | Bandera de Croacia | Bandera de Chipre | Bandera de Georgia | Bandera de Suecia | Bandera de Ucrania | Bandera de Montenegro | Bandera de Italia | Bandera de Armenia | Bandera de Rusia | Bandera de Serbia | Bandera de Malta | Bandera de los Países Bajos |
| ----------------------- | ---- | ---------------------- | ------------------- | ------------------ | ----------------- | ------------------ | ----------------- | ------------------ | --------------------- | ----------------- | ------------------ | ---------------- | ----------------- | ---------------- | --------------------------- |
| Bielorrusia             | 53   |                        | 4                   | 0                  | 4                 | 4                  | 7                 | 7                  | 0                     | 6                 | 4                  | 10               | 0                 | 2                | 5                           |
| Bulgaria                | 133  | 7                      |                     | 10                 | 12                | 10                 | 12                | 10                 | 8                     | 12                | 8                  | 8                | 12                | 12               | 12                          |
| San Marino              | 11   | 0                      | 0                   | 0                  | 1                 | 0                  | 0                 | 0                  | 0                     | 10                | 0                  | 0                | 0                 | 0                | 0                           |
| Croacia                 | 0    | 0                      | 0                   |                    | 0                 | 0                  | 0                 | 0                  | 0                     | 0                 | 0                  | 0                | 0                 | 0                | 0                           |
| Chipre                  | 30   | 1                      | 7                   | 0                  |                   | 3                  | 0                 | 1                  | 2                     | 3                 | 1                  | 1                | 1                 | 3                | 7                           |
| Georgia                 | 38   | 3                      | 5                   | 2                  | 2                 |                    | 0                 | 6                  | 1                     | 0                 | 10                 | 3                | 0                 | 6                | 0                           |
| Suecia                  | 3    | 0                      | 0                   | 0                  | 0                 | 0                  |                   | 0                  | 0                     | 0                 | 0                  | 0                | 0                 | 0                | 3                           |
| Ucrania                 | 99   | 8                      | 6                   | 12                 | 10                | 8                  | 1                 |                    | 12                    | 8                 | 6                  | 6                | 10                | 8                | 4                           |
| Eslovenia               | 39   | 4                      | 0                   | 7                  | 0                 | 0                  | 6                 | 2                  | 6                     | 1                 | 2                  | 2                | 2                 | 1                | 6                           |
| Montenegro              | 7    | 0                      | 0                   | 1                  | 0                 | 0                  | 0                 | 0                  |                       | 0                 | 0                  | 0                | 6                 | 0                | 0                           |
| Italia                  | 76   | 2                      | 8                   | 4                  | 5                 | 7                  | 5                 | 4                  | 7                     |                   | 7                  | 4                | 5                 | 10               | 8                           |
| Armenia                 | 109  | 10                     | 12                  | 5                  | 7                 | 12                 | 8                 | 12                 | 5                     | 4                 |                    | 12               | 7                 | 5                | 10                          |
| Rusia                   | 78   | 12                     | 10                  | 3                  | 6                 | 5                  | 4                 | 8                  | 4                     | 2                 | 12                 |                  | 8                 | 4                | 0                           |
| Serbia                  | 23   | 0                      | 1                   | 8                  | 0                 | 1                  | 2                 | 0                  | 10                    | 0                 | 0                  | 0                |                   | 0                | 1                           |
| Malta                   | 48   | 6                      | 3                   | 0                  | 3                 | 6                  | 3                 | 5                  | 0                     | 7                 | 3                  | 7                | 3                 |                  | 2                           |
| Países Bajos            | 65   | 5                      | 2                   | 6                  | 8                 | 2                  | 10                | 3                  | 3                     | 5                 | 5                  | 5                | 4                 | 7                |                             |

#### Máximas Puntuaciones
| N.º | A        | De                                                  |
| --- | -------- | --------------------------------------------------- |
| 6   | Bulgaria | Chipre, Italia, Malta, Países Bajos, Serbia, Suecia |
| 4   | Armenia  | Bulgaria, Georgia, Rusia, Ucrania                   |
| 2   | Rusia    | Armenia, Bielorrusia                                |
| 2   | Ucrania  | Croacia, Montenegro                                 |

### Comentaristas y retransmisión
Estos son los comentaristas de los países que retransmitieron en el certamen:

#### Países participantes
| - Armenia - Avet Barseghyan (en directo, Armenia 1 TV) - Bielorrusia - Anatoliy Lipetskiy (en directo, Belarus 1 y Belarus 24) - Bulgaria - Georgy Kushvaliev y Elena Rosberg (en directo, BNT HD; en diferido 1h BNT 1) - Chipre - Kyriacos Pastides (en directo, CyBC 1 y CyBC HD) - Croacia - Ivan Planinić y Aljoša Šerić (en directo, HRT 2) - Eslovenia - Bernarda Žarn (en diferido 1h, TV SLO 1) - Georgia - (en directo, GPB) - Italia - Antonella Clerici (en directo, RAI Gulp) | - Malta - (en directo, TVM y TVM HD) - Montenegro - (en directo, RTCG 2) - Países Bajos - Jan Smit (en directo, NPO 3/NPO Zapp) - Rusia - Olga Shelest (en directo, Karusel) - San Marino - Lia Fiorio y Gilberto Gattei (en directo, SMRTV) - Serbia - Silvana Grujić (en directo, RTS 2 y RTS HD) - Suecia - Edward af Sillén y Ylva Hällen (en directo, SVT Barnkanalen) - Ucrania - Timur Miroshnichenko (en directo, Pershyi) |  |

#### Países no participantes
En los países que no participan, el festival se retransmitió a través de:
| - Argentina - Víctor Barrera (en directo, Radio WU), - Argentina y México - Martina Stoessel y Ana Bárbara (En directo, El Trece y Las Estrellas) - Australia - (en diferido - 16/11/2014, SBS) - Costa Rica - (por radio) - Estados Unidos (Nueva Orleans, Luisiana) - (en directo, WXDR - Delgado’s Dolphin Radio) - Estados Unidos (Edgar, Nebraska) -(en directo, KCGW - Williams Life Radio) - Estados Unidos - Angélica Vale y Lorna Paz (en directo Telemundo) - Irlanda - (en directo, 92.5 Phoenix FM) - Nueva Zelanda - (en directo, World FM) | - Perú - Diego Du Pont (en diferido en línea, Du Pont's Radio) - Singapur - (en directo en línea, 247 Music Radio) - Reino Unido (Kircaldy, Escocia) - (en directo, K17 Radio) - Reino Unido (Glasgow, Escocia) - (en directo, Radio Six International) - Reino Unido (Edimburgo, Escocia) - (en directo, Shore Radio) - Reino Unido (Gales) - (en directo, Oystermouth Radio) - Reino Unido (Inglaterra) - (en diferido, 103 The Eye Radio) |  |

## Otros premios

### Premio de la Prensa Internacional
Durante el Festival la prensa acreditada de diferentes países emitieron su voto a fin de elegir según ellos el ganador del Festival de la Canción de Eurovisión Junior 2014. De este modo, según la prensa internacional los cinco mejores puestos globales son los siguientes:
| País         | Intérprete(s)           | Canción                  | Lugar | Puntos |
| ------------ | ----------------------- | ------------------------ | ----- | ------ |
| Bulgaria     | Krisia, Hasan & Ibrahim | "Planet Of The Children" | 1°    | 300    |
| Italia       | Vincenzo Cantiello      | "Tu Primo Grande Amore"  | 2°    | 229    |
| Malta        | Federica Falzon         | "Diamonds"               | 3°    | 221    |
| Chipre       | Sophia Patsalides       | "I Pio Omorfi Mera"      | 4°    | 205    |
| Países Bajos | Julia                   | "Around"                 | 5°    | 155    |

#### Premio a la Mejor Voz:[88]
| País     | Intérprete(s)           | Canción                  | Lugar | Puntos |
| -------- | ----------------------- | ------------------------ | ----- | ------ |
| Malta    | Federica Falzon         | '"Diamonds"'             | 1°    | 340    |
| Bulgaria | Krisia, Hasan & Ibrahim | "Planet Of The Children" | 2°    | 216    |
| Chipre   | Sophia Patsalides       | "I Pio Omorfi Mera"      | 3°    | 140    |

## Curiosidades
- El certamen se celebra el mismo día que la primera edición de 2003.
- Esta es la primera vez en el Festival de Eurovisión Junior que hay dos concursantes de mismo nombre pero de diferente país: Julia Kedhammar (Suecia), y Julia van Bergen (Países Bajos).
- En esta edición todos los vocalistas son niñas, a excepción de Vincenzo de Italia quien curiosamente gana el certamen.
- Las canciones de Suecia y Eslovenia tienen el mismo nombre pero en diferente idiomas: (No estas solo).
- Fue la primera edición en la que no había ninguna canción en rumano, un idioma que estuvo presente en todas las ediciones previas del festival debido a las participaciones de Rumanía (2003 a 2009) y Moldavia (2010 a 2013).
- Por primera vez hay canciones en montenegrino y esloveno, mientras que idiomas como el italiano, serbio, búlgaro y croata se vuelven a escuchar.
- Por primera vez habrá una única presentadora, rompiendo con la fórmula de una pareja mixta que se repetía desde la primera edición.
- Esta es la primera y hasta la fecha, única vez en que Ucrania manda a un trío (en este caso un trío de chicas), en vez de un solista.
- Por primera vez en la historia del festival, el título de la canción ganadora de 2014 ("Tu primo grande amore") significa lo mismo que la primera canción ganadora del festival en 2003 ("Ti si moja prva ljubav"): Tú mi primer amor.
- Croacia a su paso por el festival nunca mandó bailarines, siendo en esta edición la primera vez. Además ha sido el único país en toda la historia del evento que ha obtenido sólo 1 punto de los demás países, si no se cuenta el bono de 12 puntos que todos los concursantes reciben.
- Por segunda edición consecutiva, la canción ganadora actuó en la posición número 11. Cabe destacar que también la ganadora de la edición adulta del 2014, Conchita Wurst con Rise Like a Phoenix, actuó en el puesto 11.
- Esta es la segunda vez que Bielorrusia actúa en primer lugar y Países Bajos en el último. (La anterior fue en 2012).
- Por segundo año consecutivo, la representante de Malta, se presenta en la penúltima presentación.
- Exceptuando Bielorrusia, Bulgaria y Serbia, los demás países cantan en inglés,o incluso en el idioma nativo junto al inglés.
- Bulgaria, Chipre, Croacia y Serbia decidieron retirarse del Festival de Eurovisión 2014. Sin embargo, que curiosamente decidieron regresar a la competición al Festival de Eurovisión Junior 2014